# Demonax macilentus
Demonax macilentus är en skalbaggsart som först beskrevs av Louis Alexandre Auguste Chevrolat 1858.  Demonax macilentus ingår i släktet Demonax och familjen långhorningar.
Artens utbredningsområde är Burma. Inga underarter finns listade i Catalogue of Life.